# ケン・オバーリン
ケン・オバーリン（Ken Overlin、1910年8月15日 - 1969年7月24日）は、アメリカ合衆国出身の元プロボクサー。元世界ミドル級チャンピオン。ニューヨーク州公認世界タイトルを二度防衛した技巧派ボクサー。

## 略歴
1932年プロデビュー。1937年9月11日、フレディ・スティールの持つニューヨーク州公認世界ミドル級タイトルに挑戦したが、4回にKOされ王座奪取はならず。
1940年5月23日、セフェリノ・ガルシアの持つ同タイトルに再び挑み、判定勝ちで王座奪取。二度防衛した後の1941年5月9日、ビリー・スーズに判定負け、タイトルを失った。
2015年に国際ボクシング名誉の殿堂故人部門に選出された。

## 通算戦績
127勝（23KO）13敗7引分け1無効試合